# إميدافيناسين
إميدافيناسين (بالإنجليزية: Imidafenacin)‏ هو مضاد تشنج بولي، من فئة مضادات الكولنرجي. الوزن الجزيئي هو 319.40 جم/مول